# Aleksandr Siema
Aleksandr Andriejewicz Siema (ros. Александр Андреевич Сема, ur. 13 kwietnia 1952 w Leningradzie) – rosyjski wioślarz reprezentujący ZSRR, złoty medalista olimpijski i złoty medalista mistrzostw świata.

## Kariera
Wystąpił na igrzyskach olimpijskich w Montrealu w 1976, gdzie osada ZSRR w składzie: Władimir Jeszynow, Nikołaj Iwanow, Michaił Kuzniecow, Aleksandr Klepikow, Aleksandr Łukjanow i Aleksandr Siema zdobyła złoty medal w czwórkach ze sternikiem. Siema wystartował tylko w pierwszej rundzie, ale także otrzymał medal. W finale o 2,48 sekundy wyprzedzili osadę NRD i o 6,74 sekundy osadę RFN. Był to jego jedyny start olimpijski.
Wywalczył również złoty medal w czwórkach ze sternikiem na mistrzostwach świata w Nottingham (1975).
Kształcił się na Państwowym Uniwersytecie Technicznym Morskim w Leningradzie. Po zakończeniu kariery był między innymi działaczem sportowym. Odznaczony Orderem „Znak Honoru” i tytułem Zasłużonego Mistrza Sportu ZSRR. 
Jego syn, Anton Siema, także został wioślarzem.